# Stornoway

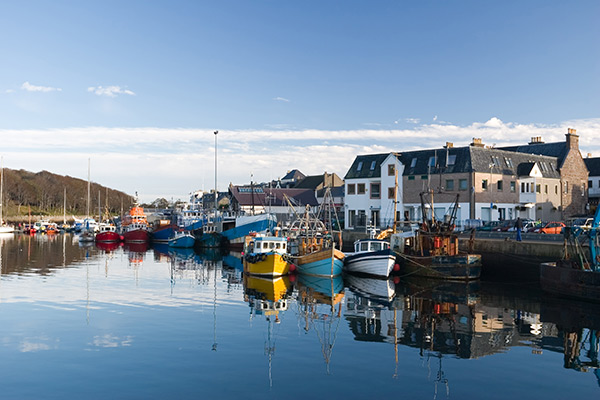

Stornoway (în engleză) sau Steòrnabhagh (în limba scoțiană) este o localitate în insula Lewis, Hebridele exterioare, Scoția. Orașul Stornoway este un important port, principalul centru administrativ al insulelor Hebride și cea mai mare localitate a acestora locul în care se află consiliul regional care aici este numit:Comhairle nan Eilean Siar. 

## Istorie
Inițial, Stornoway a fost o așezare vikingă care s-a dezvoltat în jurul portului său, apoi în evul mediu s-a dezvoltat datorită ridicării a unui castel aici de către familia Nicolson (sau MacNicol), familie, de asemenea, de origine vikingă. Castelul a fost distrus în secolul XVII de către trupele lui Oliver Cromwell. 

## Demografie și cultură
Orașul numără 9.000 locuitori. Limba predominantă este limba scoțiană, acest oraș fiind și principala comunitate de limbă scoțiană. În Stornoway funcționează o filială a Universității din Stirling.
Anual, în Stornoway are loc un festival internațional de muzică celtă:Fèis Cheilteach Innse Gall, care se desfășoară în fața castelului Leòdhais (Lews). A patra ediția a strâns mai mult de 10.000 de spectatori. În 2001 și 2005 aici s-a desfășurat festivalul Am Mòd Nàiseanta Rìoghail, dedicat culturii și limbii scoțiene celte (Gàidhlig). În cadrul festivalului sunt secțiuni dedicate muzicii, artelor, întrecerilor și decernării premiilor.
În oraș există un radio Isles FM care emite programe atât în scoțiană cât și în engleză, radioul BBC Radio nan Gàidheal parte a grupului BBC. De aici emite și  postul regional de televiziune BBC Alba. În oraș există și un ziar care se numește Stornoweay Gazette.
Orașul este înfrățit cu localitatea Pendleton, Carolina de Sud, Statele Unite.

## Economie
Viața economică a orașului e focalizată în jurul portului, orașul dispunând de o importantă flotă pescărească și de agrement. De asemenea în oraș se găsește o fabrică de bere Companaidh Grùdaidh nan Innse Gall. Orașul de asemenea este un cventrul de afaceri și comerț cu țițeiul ce se extrage din Marea Nordului.

## Clima
Clima este oceanică, destul de asemănătoare restului teritoriu al Marii Britanii.

## Atracții turistice
- Vechea Primărie din Stornoway, prima clădire care a adăpostit primăria a fost terminată în 1905 dar a ars în 1918, apoi a fost reconstruită în 1929. clădirea a adăpostit o vreme centrul artistic An Lanntair.
- Monumentul Eroilor celui de-al doilea război mondial (Lewis War Memorial), construit în 1924 este așezat în zona cea mai înaltă a orașului și se poate zări de la kilometri depărtare.
- Castelul în stil neogotic Leòdhais sau Lews (Caisteal Leòdhais), construit între anii 1847-1857.

## Galerie

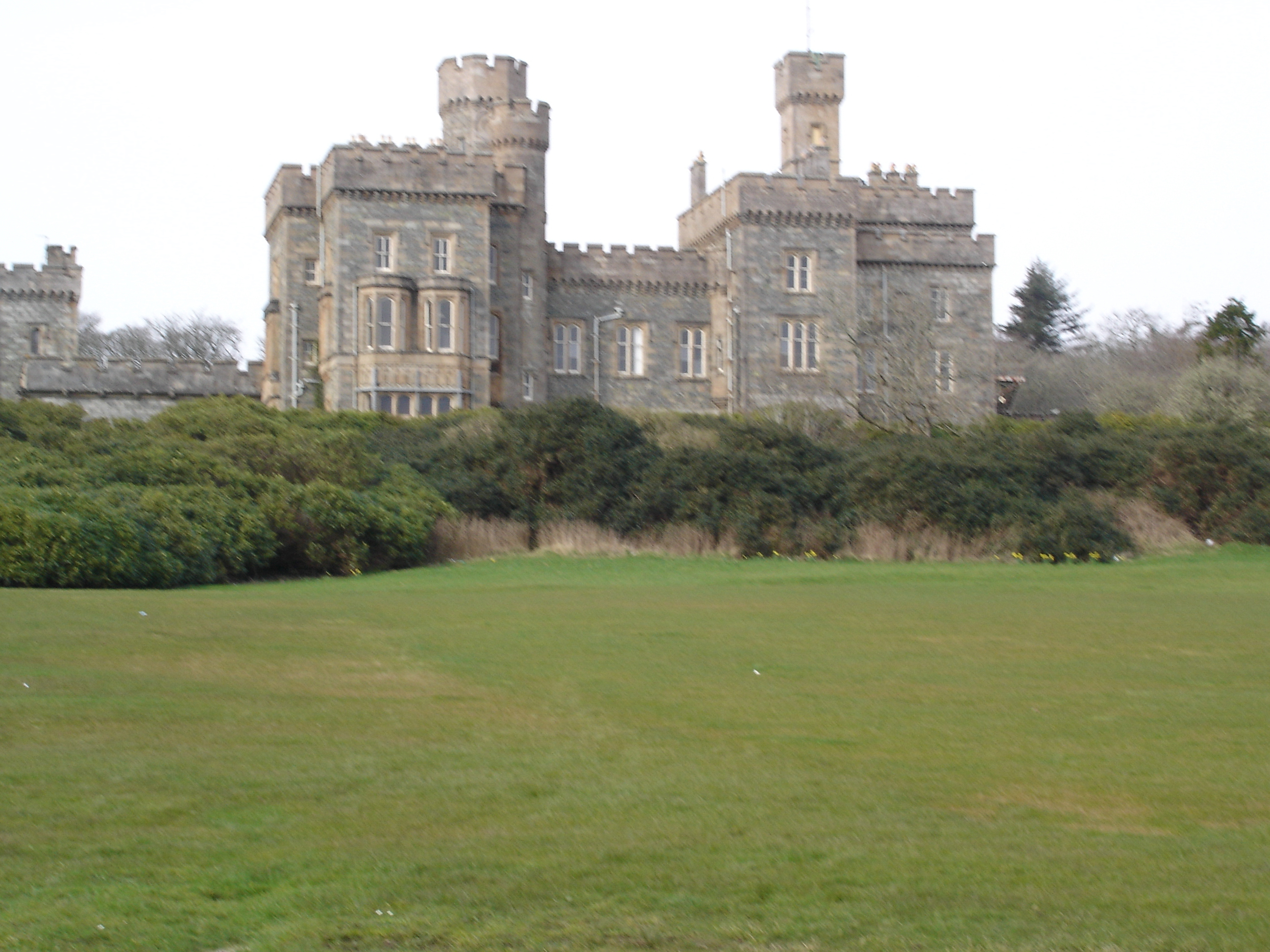
Lews Castle
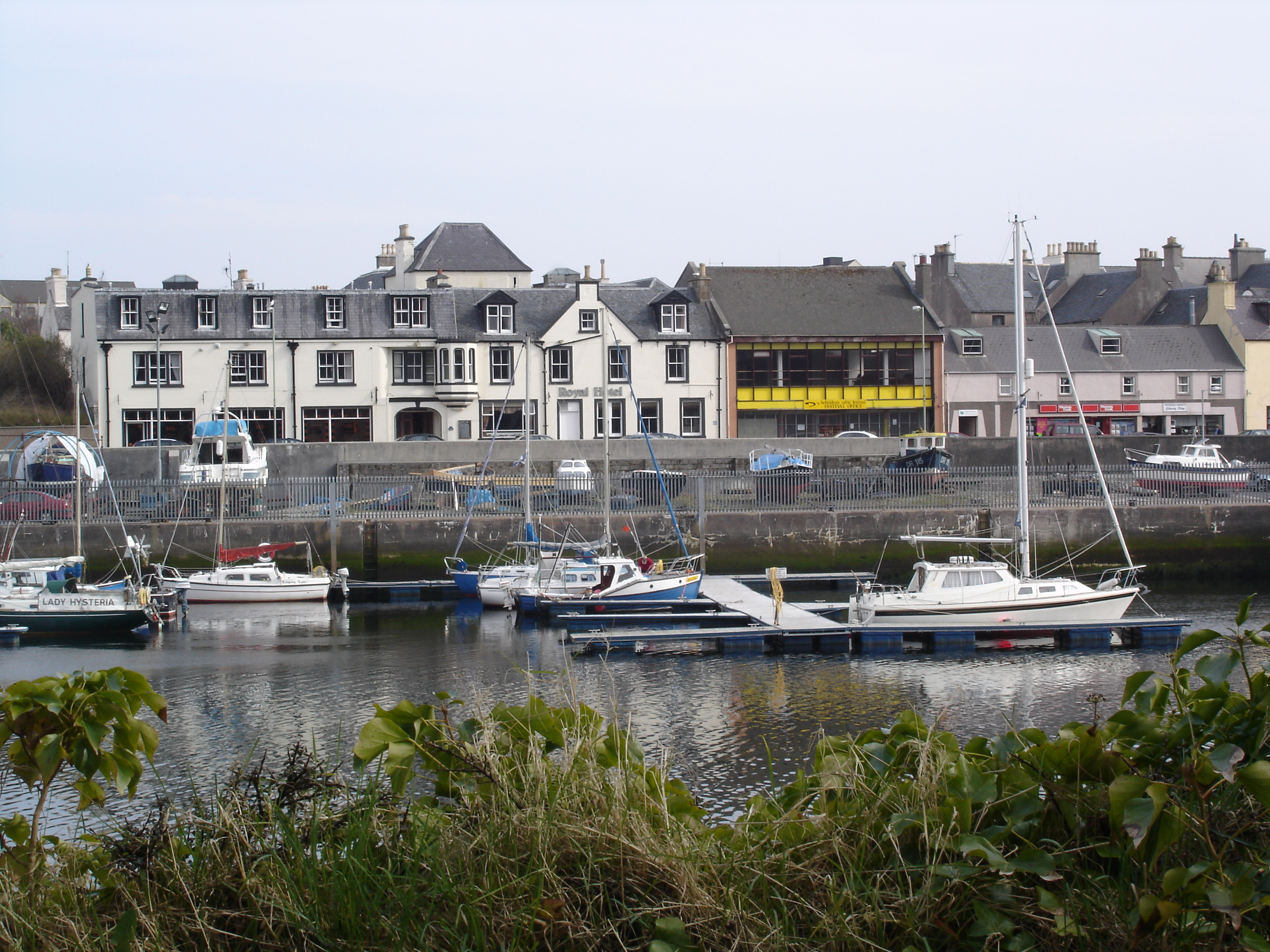
Boats in Stornoway
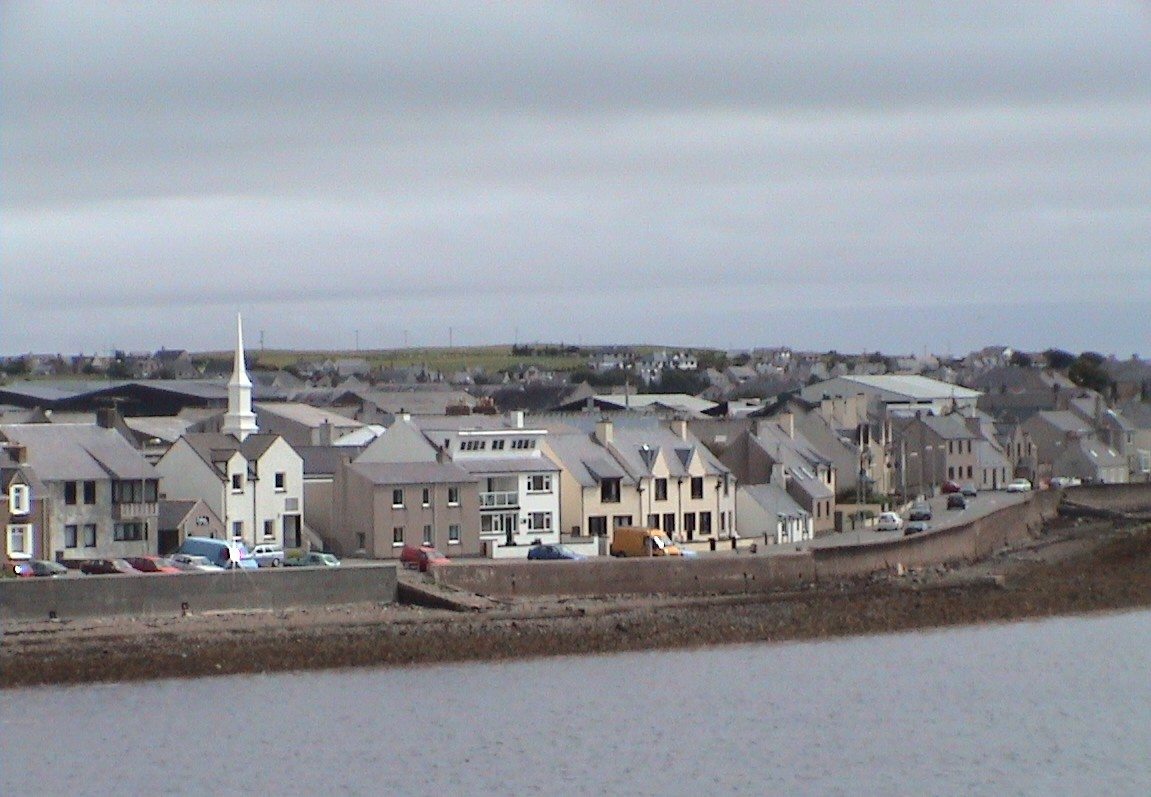
Stornoway from the ferry
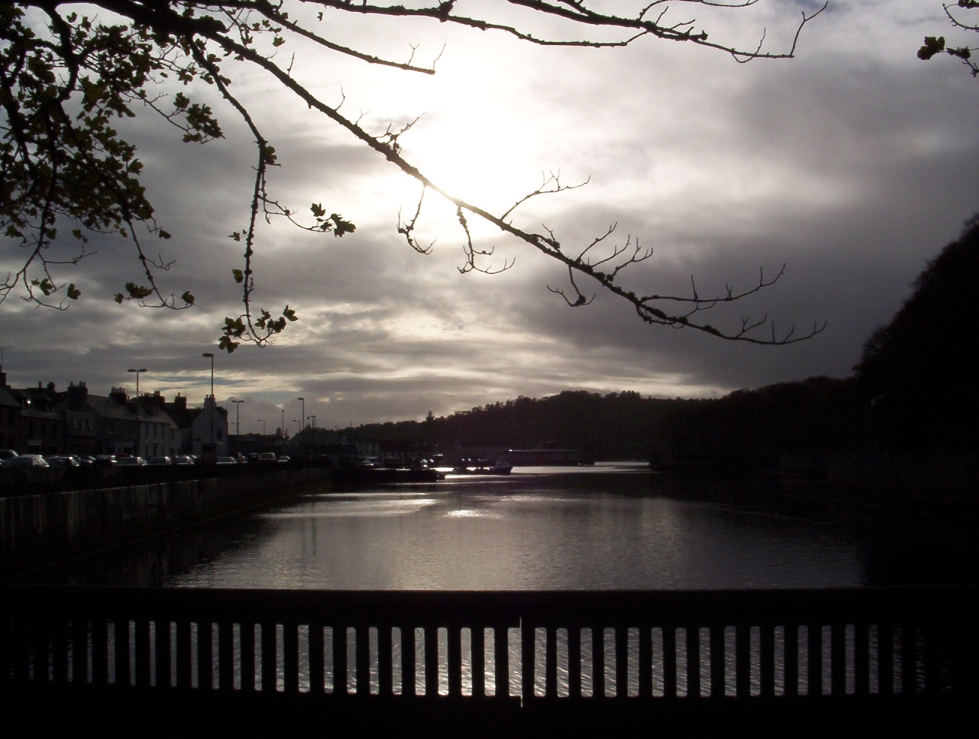
Bayhead, Stornoway